# Further Drachenstich
Der Drachenstich in Furth im Wald in der Oberpfalz gilt als ältestes Volksschauspiel Deutschlands. Als Drachenstich wird dabei allgemein das Töten eines Drachen bezeichnet. Lokal verbreitet ist die Bezeichnung in vielen Regionen in Süddeutschland und Österreich mit regionalen Drachensagen. Das Schauspiel wurde 2018 in das Bundesweite Verzeichnis des immateriellen Kulturerbes aufgenommen.

## Geschichte
Ursprünglich war der Drachenstich in Furth im Wald Teil der Fronleichnams-Prozession. Aus dem Jahr 1590 ist die Meldung erhalten, dass ein Bürger beim „Umgang“ der Prozession in Rüstung mitgegangen ist. Es ist anzunehmen, dass der „Kampf des Guten gegen das Böse“, wie wir es bei der Geschichte des beliebten Heiligen Georg erleben, Vorbild für diese Tradition war.
Der Zusammenhang zwischen Fronleichnamsprozession und Volksbrauchtum führte im Laufe der Jahre mehrmals zur Kritik von Kirche und Obrigkeit. Auch der Hinweis auf die Armut der Menschen an der Grenze, dass der Drachenstich „viel Volk“ von beiderseits der Grenze anlockte, war ein wichtiger ökonomischer Grund. 1887 schließlich wurde der Drachenstich auf einen Sommertermin gelegt, die Fronleichnamsprozession musste auf den Drachen „verzichten“. Dafür wurde ein großer historischer Festzug installiert und ein Festspiel, bei dem der ewige Kampf des Guten gegen das Böse in ein Schauspiel eingebunden wurde.
Ab den 1890er Jahren gab es Pläne, die aus der Barockzeit stammende kurze Spielszene zwischen Ritter und Ritterin durch ein Festspiel zu ersetzen, doch erst 1922 wurde das Spiel des Bayreuther Komponisten Heinrich Schmidt uraufgeführt. Trotz einiger Versuche zur Modernisierung des Textes durch Heinz Schauwecker (1923) und Eugen Hubrich (1932) wurde in den folgenden Jahrzehnten immer wieder auf Schmidts Spiel zurückgegriffen.
Im Jahr 1951 schrieb Josef Martin Bauer eine Neufassung des Schauspiels um die Tötung des Drachen, die nun als historischen Hintergrund die Hussitenkriege ausmalt und im Jahr 1431 spielt. In dieser Version, die 1953 von Sigfrid Färber dramaturgisch nochmals neu eingerichtet wurde, wird der Drache zu einem Symbol für die Schrecken des Krieges im Grenzland um Furth herum. Held und Drachentöter ist der Fahnenträger Udo, der seine Burgfrau Maria („Die Ritterin“) rettet.
2006 wurde neben dem alten Stück von Josef Martin Bauer eine neue Version aus der Feder des Regisseurs Alexander Etzel-Ragusa uraufgeführt. Seit 2007 wird ausschließlich die neue Fassung aufgeführt. Das neue Stück soll der politischen Entwicklung (Zusammenbruch des Ostblocks) Tribut zollen und den Charakteren bzw. der Geschichte zur Zeit der Hussitenkriege mehr Raum geben.
Im Jahr 2016 erhielt der Verein den Heimatpreis Bayern für den unermüdlichen Einsatz das Schauspiel zu organisieren.

## Aufführungen
Das Spektakel wird alljährlich in Furth in mehreren Aufführungen während der Festwoche aufgeführt, die traditionell jedes Jahr im August beginnt. Mit weit über tausend Mitwirkenden in Original-Kostümen und über 250 Pferden ist der Festumzug ein Hauptereignis, in dem die Geschichte der Stadt von der ersten urkundlichen Erwähnung (1086) bis zum 18. Jahrhundert dargestellt wird. Neben dem Schauspiel und dem Festumzug haben sich mittlerweile noch weitere Feste um das Ereignis gruppiert: ein Volksfest sowie das historische Lager und Turnier „Cave Gladium“ und ein Kinderfest. Die Geschichte des Drachenstichs und der Drachen kann man im 1. Deutschen Drachenmuseum und in der Drachenhöhle erfahren.
Im Juli 2000 wurden Szenen des Drachenstichs von den Further Akteuren ausnahmsweise auch beim Fest der Bayern in Regensburg aufgeführt. Bei diesem Fest handelte es sich um den Höhepunkt und Abschluss der offiziellen bayerischen Veranstaltungen zur Jahrtausendwende mit Mitwirkenden aus dem gesamten Freistaat.

## Galerie
Szenen des Further Drachenstichs

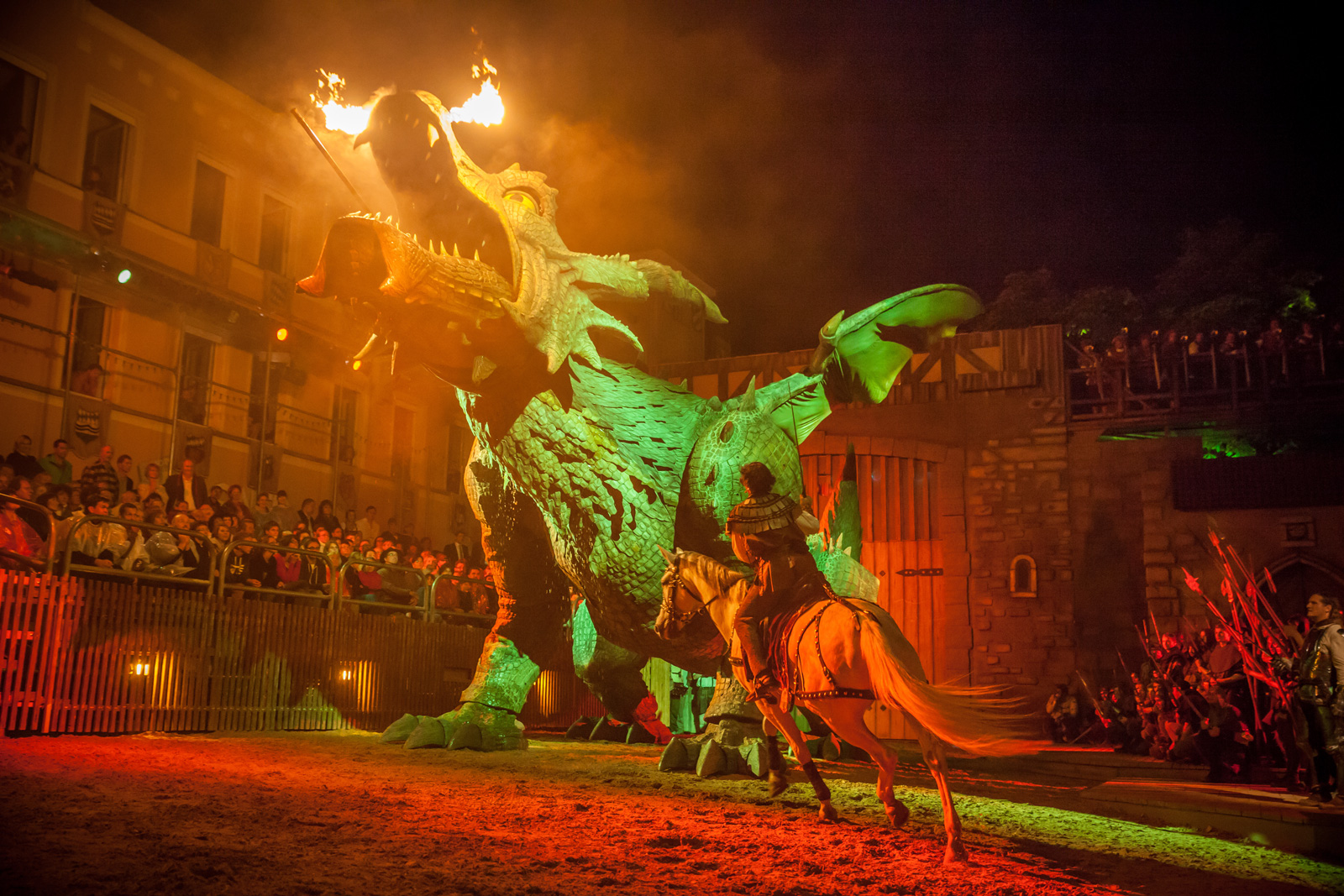
Drachenkampf
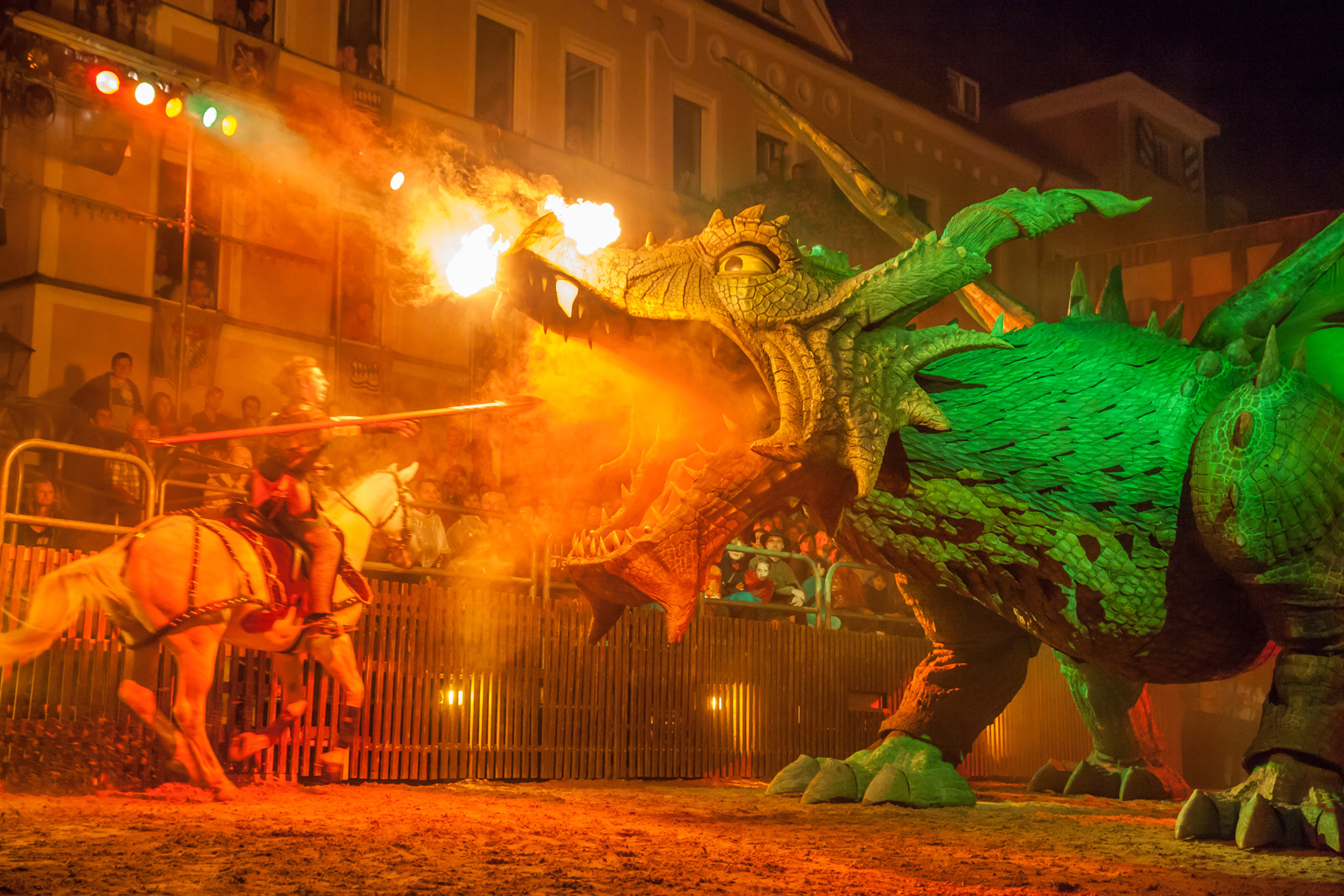
Der Drachenstich
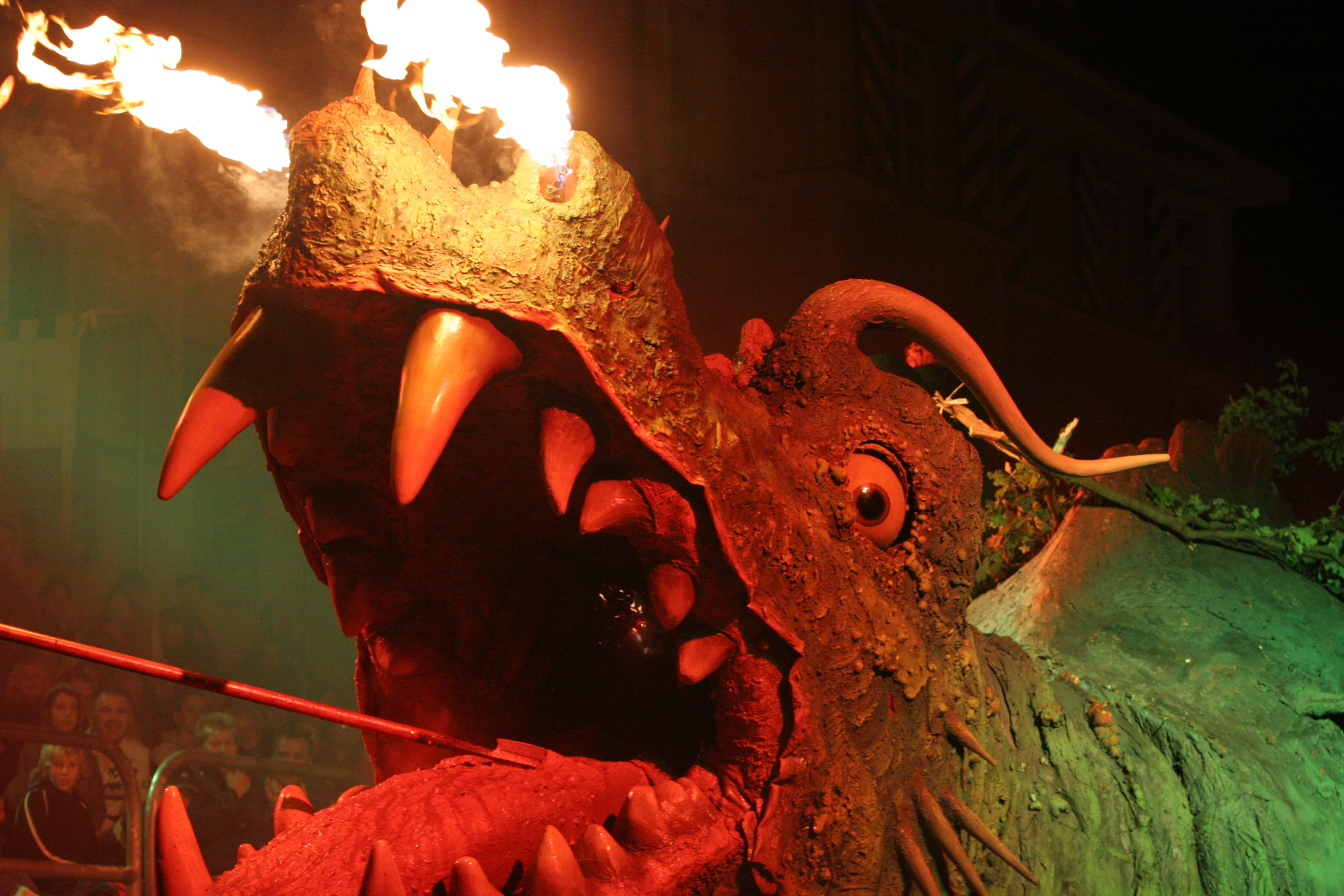
Gestochener Drache
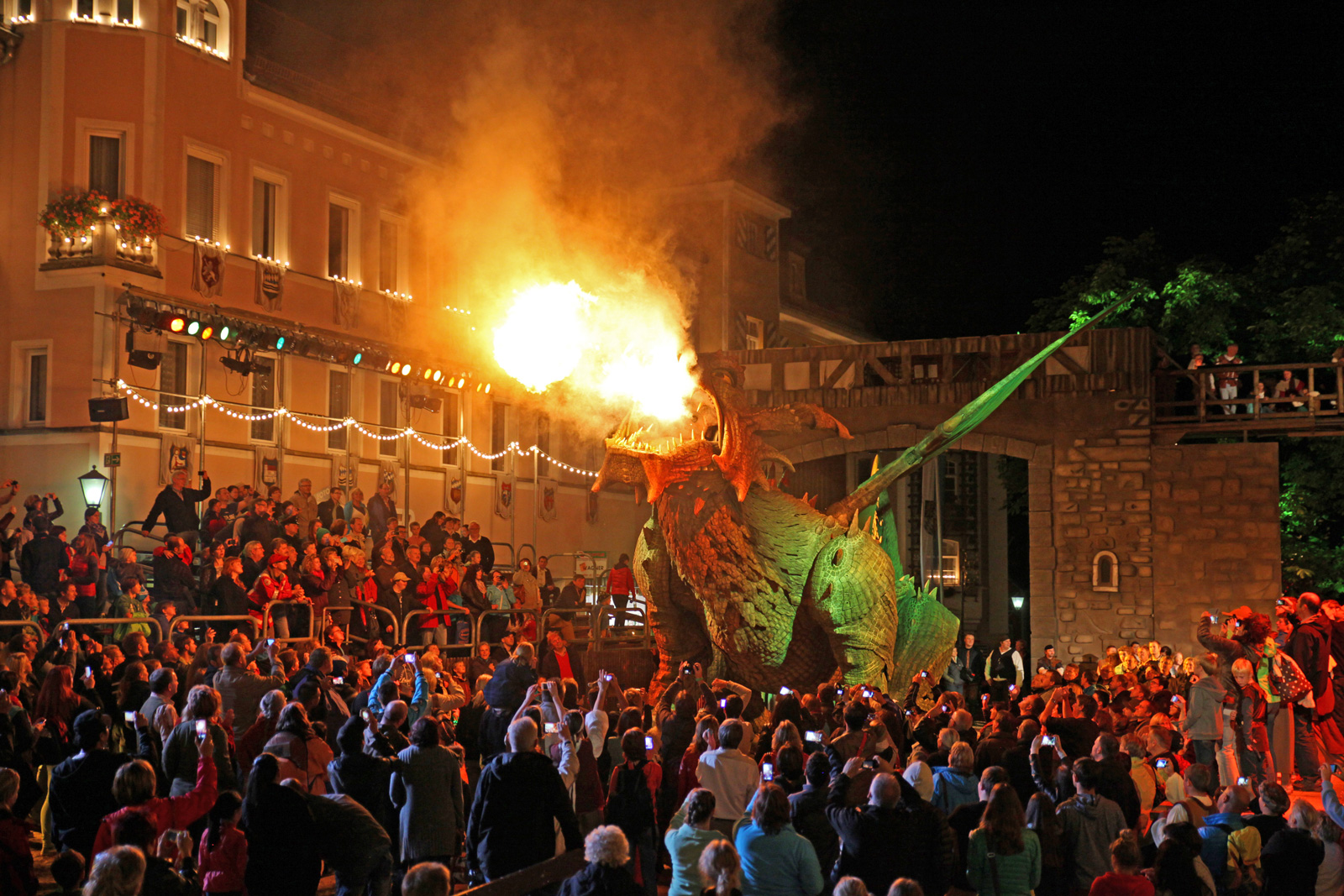
Begeisterte Drachenstichbesucher

## Tradinno (Fanny)

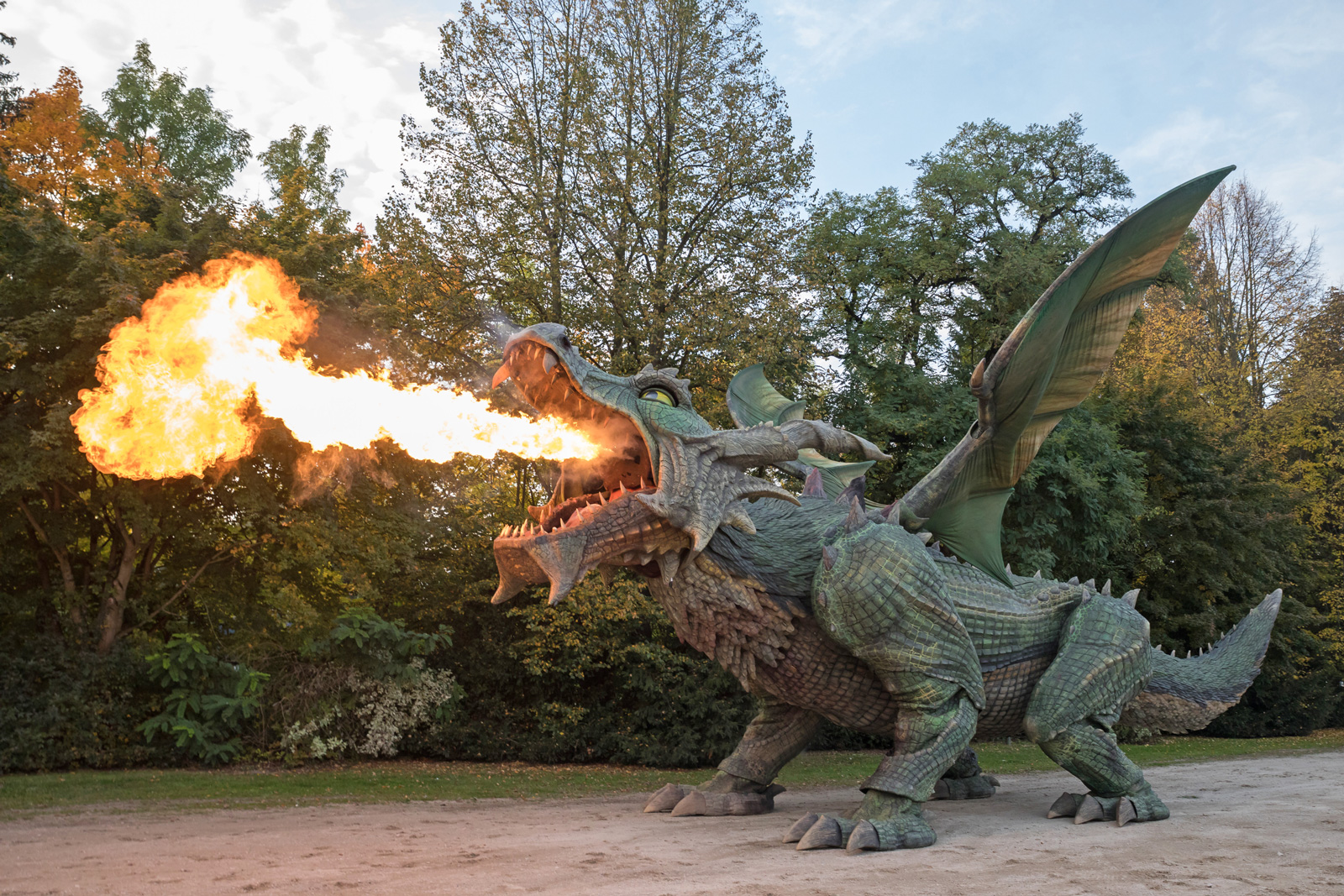
Der Further Drache

Seit 2001 existierten erste Planungen zum Bau eines neuen Drachens für das Festspiel. Am 15. Juli 2006 wurde bekanntgegeben, dass die Finanzierung eines neuen Drachen gesichert ist; im Februar 2007 startete das Hauptprojekt zu dessen Realisierung. In neun Jahren Planungs- und Bauzeit entstand in der Firma Zollner Elektronik in Zandt ein 15,5 Meter langer, 3,8 Meter breiter, 4,5 Meter hoher und 11 Tonnen schwerer Laufroboter. Die Kosten betrugen 2,3 Millionen Euro. Er wurde am 2. Juli 2010 in Furth empfangen. Etwa 10.000 Menschen beobachteten den Transport mit einem Schwerlasttransporter von Zandt nach Furth im Wald. Der Drache kann bis 12 km/h schnell laufen, ist aber durch lokale Vorgaben auf 1,8 km/h beschränkt, den Kopf heben und drehen, hat eine Mimik, einen beweglichen Schwanz, kann die Flügel bis 12 Meter Spannweite spreizen, 5 Meter Feuer und Rauch spucken sowie brüllen. Er wird durch 4 Personen gesteuert, wovon jeder einen Fuß und eine Option wie Feuer steuern kann. Hierbei sieht jeder auf seiner Steuerung was der andere macht. Diese Art der Steuerung ist ebenfalls durch die lokalen Vorgaben notwendig. Er kommt beim Festspiel seit dem 31. Juli 2010 zum Einsatz. Der neue Drache ist zurzeit (2017) der weltgrößte Roboter auf vier Beinen und wurde 2012 ins Guinness-Buch der Rekorde aufgenommen. Der Projekttitel für den Bau des neuen Further Drachen lautete Tradinno (TRADition + INNOvation). Die Further nennen ihn liebevoll „Fanny“.

## Sonstiges
Die Deutsche Post AG brachte in ihrer Reihe „Brauchtum und Tradition“ am 9. August 2001 eine Sondermarke zum Further Drachenstich im Wert von 1 DM heraus.